# 瀬戸錦年光
瀬戸錦 年光（せとにしき としみつ、1924年2月2日 - 没年不明）は、広島県尾道市出身で出羽海部屋に所属した元大相撲力士。本名は高橋 年覚（たかはし としかく）。190cm、104kg。最高位は西十両9枚目。得意技は突っ張り、右四つ、寄り。

## 経歴
1941年1月場所に初土俵。三段目の頃に戦争で召集されたが、サイズの合う軍靴がなかったので、即日で帰郷を命じられた。1947年11月場所に十両昇進するも2勝9敗と大きく負け越して1場所で幕下に陥落。十両に在位したのはこの1場所のみであった。1951年1月場所限りで26歳の若さで廃業。幕下で相撲を取っていた1950年1月場所から、廃業する1951年1月場所まで弓取りを務めたことがある。廃業した後は神奈川県横浜市で指圧業に従事した。

## 主な成績
- 通算成績：91勝114敗  勝率.444
- 十両成績：2勝9敗  勝率.182
- 現役在位：23場所
- 十両在位：1場所

### 場所別成績
| 1941年 （昭和16年） | （前相撲）               | 西序ノ口35枚目 1–7    | x                 |
| 1942年 （昭和17年） | 西序ノ口3枚目 5–3        | 西序二段22枚目 3–5    | x                 |
| 1943年 （昭和18年） | 東序二段21枚目 5–3       | 東三段目41枚目 3–5    | x                 |
| 1944年 （昭和19年） | 西三段目43枚目 4–4       | 東三段目33枚目 4–1    | 東三段目5枚目 2–3 |
| 1945年 （昭和20年） | x                        | 東三段目11枚目 3–2    | 東幕下26枚目 2–3  |
| 1946年 （昭和21年） | x                        | 国技館修理 のため中止 | 西幕下32枚目 4–3  |
| 1947年 （昭和22年） | x                        | 東幕下19枚目 5–0      | 西十両9枚目 2–9   |
| 1948年 （昭和23年） | x                        | 東幕下3枚目 1–5       | 東幕下17枚目 4–2  |
| 1949年 （昭和24年） | 東幕下8枚目 5–7          | 西幕下12枚目 6–9      | 東幕下15枚目 7–8  |
| 1950年 （昭和25年） | 西幕下16枚目 6–9         | 東幕下20枚目 7–8      | 東幕下22枚目 7–8  |
| 1951年 （昭和26年） | 西幕下21枚目 引退 5–10–0 | x                     | x                 |
| 各欄の数字は、「勝ち-負け-休場」を示す。 優勝 引退 休場 十両 幕下 三賞：敢=敢闘賞、殊=殊勲賞、技=技能賞 その他：★=金星 番付階級：幕内 - 十両 - 幕下 - 三段目 - 序二段 - 序ノ口 幕内序列：横綱 - 大関 - 関脇 - 小結 - 前頭（「#数字」は各位内の序列） |                          |                       |                   |

## 改名歴
- 高橋 年覚（たかはし としかく）1941年1月場所 - 1946年11月場所
- 瀬戸錦 年光（せとにしき としみつ）1947年6月場所 - 1949年5月場所
- 御神山（ごかみやま）1941年1月場所 - 1951年1月場所